# Elecciones municipales de San Martín de 2018
Las elecciones municipales de San Martín de 2018 se llevaron a cabo el 7 de octubre de 2018 para elegir al alcalde y al Concejo Provincial de San Martín para el periodo 2019-2022. La elección se celebró simultáneamente con elecciones regionales y municipales (provinciales y distritales) en todo el Perú.
Como resultado de esta elección, Tedy del Águila Gronerth, candidato de Acción Popular, obtuvo el 30.17% de votos válidos y resultó electo como alcalde provincial de San Martín.

## Sistema electoral
La Municipalidad Provincial de San Martín es el órgano administrativo y de gobierno de la provincia de San Martín. Está compuesta por el alcalde y el Concejo Provincial.
La votación del alcalde y el concejo se realiza en base al sufragio universal, que comprende a todos los ciudadanos nacionales mayores de dieciocho años, empadronados y residentes en la provincia de San Martín y en pleno goce de sus derechos políticos, así como a los ciudadanos no nacionales residentes y empadronados en la provincia de San Martín. No hay reelección inmediata de alcaldes.
El Concejo Provincial de San Martín está compuesto por 11 regidores elegidos por sufragio directo para un período de cuatro (4) años, en forma conjunta con la elección del alcalde (quien lo preside). La votación es por lista cerrada y bloqueada. Se asigna a la lista ganadora los escaños según el método d'Hondt o la mitad más uno, lo que más le favorezca.

## Composición del Concejo Provincial de San Martín
La siguiente tabla muestra la composición del Concejo Provincial de San Martín antes de las elecciones.
| Partidos | Partidos                 | Regidores |
| -------- | ------------------------ | --------- |
|          | Alianza para el Progreso | 7         |
|          | Acción Popular           | 2         |
|          | Fuerza Popular           | 1         |
|          | Partido Aprista Peruano  | 1         |

## Partidos y candidatos
A continuación se muestra una lista de los principales partidos y alianzas electorales que participaron en las elecciones:
| Candidatura | Candidatura | Partidos y alianzas                                                | Candidato | Candidato                 | Ideología                                                          | Resultado previo | Resultado previo | Ref. |
| Candidatura | Candidatura | Partidos y alianzas                                                | Candidato | Candidato                 | Ideología                                                          | Votos (%)        | Reg.             | Ref. |
| ----------- | ----------- | ------------------------------------------------------------------ | --------- | ------------------------- | ------------------------------------------------------------------ | ---------------- | ---------------- | ---- |
|             | APP         | Lista - Alianza para el Progreso (APP)                             |           | Juan García Ramírez       | Liberalismo económico Conservadurismo liberal Populismo de derecha | 38.00%           | 7                |      |
|             | AP          | Lista - Acción Popular (AP)                                        |           | Tedy del Águila Gronerth  | Partido atrapalotodo                                               | 20.74%           | 2                |      |
|             | FP          | Lista - Fuerza Popular (FP)                                        |           | James Jiménez Troya       | Fujimorismo Conservadurismo social Populismo de derecha            | 14.97%           | 1                |      |
|             | APRA        | Lista - Partido Aprista Peruano (APRA)                             |           | Jacson Vásquez Ruíz       | Aprismo                                                            | 7.81%            | 1                |      |
|             | NA          | Lista - Nueva Amazonía (NA)                                        |           | Mario Mainetto Razzeto    | Regionalismo sanmartinense                                         | 6.82%            | 0                |      |
|             | MAS         | Lista - MAS San Martín (MAS)                                       |           | Wilson Torres Delgado     | Regionalismo sanmartinense                                         | 4.04%            | 0                |      |
|             | UPP         | Lista - Unión por el Perú (UPP)                                    |           | Segundo Flores Gonzales   | Etnocacerismo Nacionalismo de izquierda Ultranacionalismo          | Nuevo            | Nuevo            |      |
|             | DD          | Lista - Democracia Directa (DD)                                    |           | María Cunia Putpaña       | Socialismo Nacionalismo de izquierda Ecologismo                    | Nuevo            | Nuevo            |      |
|             | FA          | Lista - Frente Amplio (FA)                                         |           | Sidney Orbe Saavedra      | Socialismo Ecologismo Descentralización                            | Nuevo            | Nuevo            |      |
|             | VP          | Lista - Vamos Perú (VP)                                            |           | Gonzalo Gonzales Gonzales | Populismo Socialdemocracia                                         | Nuevo            | Nuevo            |      |
|             | AR          | Lista - Acción Regional (AR)                                       |           | Ruth Hildebrandt Pinedo   | Regionalismo sanmartinense                                         | Nuevo            | Nuevo            |      |
|             | MUSAM       | Lista - Movimiento Político Regional Unidos por San Martín (MUSAM) |           | Carlos Rubio Gomes        | Regionalismo sanmartinense                                         | Nuevo            | Nuevo            |      |

## Sondeos de opinión
La siguiente tabla enumera las estimaciones de la intención de voto en orden cronológico inverso, mostrando las más recientes primero y utilizando las fechas en las que se realizó el trabajo de campo de la encuesta. Cuando se desconocen las fechas del trabajo de campo, se proporciona la fecha de publicación.
Leyenda:
     Sondeo realizado en el periodo de prohibición legal de la difusión de sondeos de intención de voto.

### Intención de voto
La siguiente tabla enumera las estimaciones ponderadas (sin incluir votos en blanco y nulos) de la intención de voto.
|                                |            |   |      |      |     |     |     |     |     |  |  |
| Elecciones municipales de 2018 | 7 oct 2018 | — | 30.2 | 27.7 | 9.7 | 8.3 | 6.5 | 4.7 | 2.5 |  |  |
|                                |            |   |      |      |     |     |     |     |     |  |  |
| Ipsos Perú/América             | 7 oct 2018 | ? | 29.3 | 26.9 | 7.8 | 7.3 | –   | –   | 2.4 |  |  |
| Ipsos Perú/América             | 7 oct 2018 | ? | 34.4 | 24.9 | –   | 6.8 | –   | 8.2 | 9.5 |  |  |

## Resultados

### Sumario general
|                        |                                                            |              |              |              |           |           |
| Partidos y coaliciones | Partidos y coaliciones                                     | Voto popular | Voto popular | Voto popular | Regidores | Regidores |
| Partidos y coaliciones | Partidos y coaliciones                                     | Votos        | %            | +/−          | Total     | +/−       |
|                        | Acción Popular (AP)                                        | 27,744       | 30.17        | +9.43        | 7         | +5        |
|                        | Alianza para el Progreso (APP)                             | 25,510       | 27.74        | –10.26       | 3         | –4        |
|                        | Nueva Amazonía (NA)                                        | 8,944        | 9.73         | +2.91        | 1         | +1        |
|                        | Vamos Perú (VP)                                            | 7,637        | 8.30         | Nuevo        | 0         | ±0        |
|                        | Fuerza Popular (FP)                                        | 5,970        | 6.49         | –8.48        | 0         | –1        |
|                        | Acción Regional (AR)                                       | 4,279        | 4.65         | n/a          | 0         | ±0        |
|                        | MAS San Martín (MAS)                                       | 4,099        | 4.46         | +0.42        | 0         | ±0        |
|                        | Movimiento Político Regional Unidos por San Martín (MUSAM) | 3,271        | 3.56         | Nuevo        | 0         | ±0        |
|                        | Partido Aprista Peruano (APRA)                             | 2,334        | 2.54         | –5.27        | 0         | –1        |
|                        | Unión por el Perú (UPP)                                    | 1,376        | 1.50         | n/a          | 0         | ±0        |
|                        | Frente Amplio (FA)                                         | 409          | 0.44         | Nuevo        | 0         | ±0        |
|                        | Democracia Directa (DD)                                    | 385          | 0.42         | Nuevo        | 0         | ±0        |
|                        |                                                            |              |              |              |           |           |
| Total                  | Total                                                      | 91,958       |              |              | 11        | ±0        |
|                        |                                                            |              |              |              |           |           |
| Votos válidos          | Votos válidos                                              | 91,958       | 82.15        | –4.84        |           |           |
| Votos en blanco        | Votos en blanco                                            | 8,700        | 7.77         | +2.13        |           |           |
| Votos nulos            | Votos nulos                                                | 11,280       | 10.08        | +2.71        |           |           |
| Votos emitidos         | Votos emitidos                                             | 111,938      | 80.82        | –3.41        |           |           |
| Abstenciones           | Abstenciones                                               | 26,558       | 19.18        | +3.41        |           |           |
| Votantes registrados   | Votantes registrados                                       | 138,496      |              |              |           |           |
|                        |                                                            |              |              |              |           |           |
| Fuente:                |                                                            |              |              |              |           |           |

### Concejo Provincial de San Martín
| Cargo                             | Autoridad electa                 | Partido político | Partido político         |
| --------------------------------- | -------------------------------- | ---------------- | ------------------------ |
| Alcalde Provincial de San Martín  | Tedy del Águila Gronerth         |                  | Acción Popular           |
| Regidor Provincial de San Martín  | Henry Maldonado Flores           |                  | Acción Popular           |
| Regidora Provincial de San Martín | Blanca Díaz Vela                 |                  | Acción Popular           |
| Regidor Provincial de San Martín  | Luis Ramírez Flores              |                  | Acción Popular           |
| Regidora Provincial de San Martín | Pamela Córdova Velarde           |                  | Acción Popular           |
| Regidor Provincial de San Martín  | Luis Villacorta Salas            |                  | Acción Popular           |
| Regidor Provincial de San Martín  | Javier Pinchi Vásquez            |                  | Acción Popular           |
| Regidor Provincial de San Martín  | Álvaro Ramírez Fasanando         |                  | Acción Popular           |
| Regidor Provincial de San Martín  | Américo Arévalo Ramírez          |                  | Alianza para el Progreso |
| Regidor Provincial de San Martín  | Arbel Dávila Rivera              |                  | Alianza para el Progreso |
| Regidora Provincial de San Martín | Liz del Águila Beteta de Paredes |                  | Alianza para el Progreso |
| Regidor Provincial de San Martín  | Leonardo Hidalgo Vigil           |                  | Nueva Amazonía           |

## Elecciones municipales distritales

### Sumario general
|         | Acción Popular (AP)            | 4  | +1 |  |  |  |
|         | Nueva Amazonía (NA)            | 3  | +2 |  |  |  |
|         | Alianza para el Progreso (APP) | 2  | +1 |  |  |  |
|         | Vamos Perú (VP)                | 1  | +1 |  |  |  |
|         | Fuerza Popular (FP)            | 1  | –3 |  |  |  |
|         | MAS San Martín (MAS)           | 1  | ±0 |  |  |  |
|         | Partido Aprista Peruano (APRA) | 1  | +1 |  |  |  |
|         |                                |    |    |  |  |  |
| Total   | Total                          | 13 | ±0 |  |  |  |
|         |                                |    |    |  |  |  |
| Fuente: |                                |    |    |  |  |  |

### Resultados por distrito
La siguiente tabla enumera el control de los distritos de la provincia de San Martín. El cambio de mando de una organización política se resalta del color de ese partido.
| Distrito             | Alcalde titular           | Partido político | Partido político         | Alcalde electo           | Partido político | Partido político         |
| -------------------- | ------------------------- | ---------------- | ------------------------ | ------------------------ | ---------------- | ------------------------ |
| Alberto Leveau       | Luis Huamán Torres        |                  | Fuerza Popular           | Aniel Gonzales Ushiñahua |                  | Acción Popular           |
| Cacatachi            | Marco Leguía Lozano       |                  | MAS San Martín           | Edgard Cotrina Vásquez   |                  | Partido Aprista Peruano  |
| Chazuta              | Roberto Tapullima Panduro |                  | Perú Posible             | Fernando Díaz Vela       |                  | Acción Popular           |
| Chipurana            | Segundo Gálvez Cárdenas   |                  | Fuerza Comunal           | Mary García Mendoza      |                  | Nueva Amazonía           |
| El Porvenir          | Mario Santillán Grández   |                  | Fuerza Popular           | Marino Mera Arrascue     |                  | Nueva Amazonía           |
| Huimbayoc            | Lener Tuanama Shapiama    |                  | Alianza para el Progreso | Geyner Silva Macedo      |                  | Fuerza Popular           |
| Juan Guerra          | Julio Lozano Ríos         |                  | Acción Popular           | Víctor Flores Paredes    |                  | Alianza para el Progreso |
| La Banda de Shilcayo | Martha Torres del Águila  |                  | Fuerza Popular           | José del Águila García   |                  | Acción Popular           |
| Morales              | Carlos Philco Balvin      |                  | Acción Popular           | Hugo Meléndez Rengifo    |                  | MAS San Martín           |
| Papaplaya            | Fortunato Guerra Piña     |                  | Restauración Nacional    | Zoila Sangama Sinti      |                  | Acción Popular           |
| San Antonio          | Lizardo Pinedo Bardales   |                  | Fuerza Popular           | Marbely Reátegui Cueva   |                  | Nueva Amazonía           |
| Sauce                | Jorge del Águila Vela     |                  | Acción Popular           | Jorge Delgado Segura     |                  | Vamos Perú               |
| Shapaja              | Luis Delgado Babilonia    |                  | Nueva Amazonía           | Segundo Ríos Arévalo     |                  | Alianza para el Progreso |